# Brunhozinho
Brunhozinho is een plaats (freguesia) in de Portugese gemeente Mogadouro en telt 138 inwoners (2001).